# Đông Timor tại Đại hội Thể thao Đông Nam Á 2021
Đông Timor tham gia tranh tài tại Đại hội Thể thao Đông Nam Á 2021 ở Hà Nội, Việt Nam từ ngày 12 đến 23 tháng 5 năm 2022. Đoàn thể thao Đông Timor gồm có 39 vận động viên, tranh tài ở 7 trong số 40 môn thể thao.

## Tóm tắt huy chương

### Huy chương theo môn thể thao
| Huy chương theo môn thể thao | Huy chương theo môn thể thao | Huy chương theo môn thể thao | Huy chương theo môn thể thao | Huy chương theo môn thể thao | Huy chương theo môn thể thao |
| Môn thể thao                 | 1                            | 2                            | 3                            | Tổng số                      | Hạng                         |
| ---------------------------- | ---------------------------- | ---------------------------- | ---------------------------- | ---------------------------- | ---------------------------- |
| Nhảy cầu                     | 0                            | 0                            | 0                            | 0                            | -                            |
| Bơi lội                      | 0                            | 0                            | 0                            | 0                            | -                            |
| Lặn                          | 0                            | 0                            | 0                            | 0                            | -                            |
| Bắn cung                     | 0                            | 0                            | 0                            | 0                            | -                            |
| Điền kinh                    | 0                            | 2                            | 0                            | 2                            | 7                            |
| Cầu lông                     | 0                            | 0                            | 0                            | 0                            | -                            |
| Bóng rổ                      | 0                            | 0                            | 0                            | 0                            | -                            |
| Bi-a                         | 0                            | 0                            | 0                            | 0                            | -                            |
| Thể hình                     | 0                            | 0                            | 0                            | 0                            | -                            |
| Bowling                      | 0                            | 0                            | 0                            | 0                            | -                            |
| Quyền Anh                    | 0                            | 1                            | 1                            | 2                            | 7                            |
| Canoeing                     | 0                            | 0                            | 0                            | 0                            | -                            |
| Cờ vua                       | 0                            | 0                            | 0                            | 0                            | -                            |
| Cờ tướng                     | 0                            | 0                            | 0                            | 0                            | -                            |
| Xe đạp                       | 0                            | 0                            | 0                            | 0                            | -                            |
| Khiêu vũ thể thao            | 0                            | 0                            | 0                            | 0                            | -                            |
| Thể thao điện tử             | 0                            | 0                            | 0                            | 0                            | -                            |
| Đấu kiếm                     | 0                            | 0                            | 0                            | 0                            | -                            |
| Bóng đá                      | 0                            | 0                            | 0                            | 0                            | -                            |
| Bóng đá trong nhà            | 0                            | 0                            | 0                            | 0                            | -                            |
| Golf                         | 0                            | 0                            | 0                            | 0                            | -                            |
| Thể dục dụng cụ              | 0                            | 0                            | 0                            | 0                            | -                            |
| Bóng ném                     | 0                            | 0                            | 0                            | 0                            | -                            |
| Judo                         | 0                            | 0                            | 0                            | 0                            | -                            |
| Jujutsu                      | 0                            | 0                            | 0                            | 0                            | -                            |
| Karate                       | 0                            | 0                            | 0                            | 0                            | -                            |
| Kickboxing                   | 0                            | 0                            | 0                            | 0                            | -                            |
| Kurash                       | 0                            | 0                            | 0                            | 0                            | -                            |
| Muay Thái                    | 0                            | 0                            | 0                            | 0                            | -                            |
| Pencak silat                 | 0                            | 0                            | 0                            | 0                            | -                            |
| Bi sắt                       | 0                            | 0                            | 0                            | 0                            | -                            |
| Chèo thuyền                  | 0                            | 0                            | 0                            | 0                            | -                            |
| Cầu mây                      | 0                            | 0                            | 0                            | 0                            | -                            |
| Bắn súng                     | 0                            | 0                            | 0                            | 0                            | -                            |
| Bóng bàn                     | 0                            | 0                            | 0                            | 0                            | -                            |
| Taekwondo                    | 0                            | 0                            | 1                            | 1                            | 10                           |
| Quần vợt                     | 0                            | 0                            | 0                            | 0                            | -                            |
| Hai môn phối hợp             | 0                            | 0                            | 0                            | 0                            | -                            |
| Bóng chuyền                  | 0                            | 0                            | 0                            | 0                            | -                            |
| Vovinam                      | 0                            | 0                            | 0                            | 0                            | -                            |
| Cử tạ                        | 0                            | 0                            | 0                            | 0                            | -                            |
| Vật                          | 0                            | 0                            | 0                            | 0                            | -                            |
| Wushu                        | 0                            | 0                            | 0                            | 0                            | -                            |
| Tổng số                      | 0                            | 3                            | 2                            | 5                            | 11                           |

### Huy chương theo ngày
| Huy chương theo ngày | Huy chương theo ngày | Huy chương theo ngày | Huy chương theo ngày | Huy chương theo ngày | Huy chương theo ngày |
| Thứ                  | Ngày                 | 1                    | 2                    | 3                    | Tổng số              |
| -------------------- | -------------------- | -------------------- | -------------------- | -------------------- | -------------------- |
| 1                    | 8 tháng 5            | 0                    | 0                    | 0                    | 0                    |
| 2                    | 9 tháng 5            | 0                    | 0                    | 0                    | 0                    |
| 3                    | 10 tháng 5           | 0                    | 0                    | 0                    | 0                    |
| 4                    | 11 tháng 5           | 0                    | 0                    | 0                    | 0                    |
| 5                    | 12 tháng 5           | Khai mạc đại hội     | Khai mạc đại hội     | Khai mạc đại hội     | Khai mạc đại hội     |
| 6                    | 13 tháng 5           | 0                    | 0                    | 0                    | 0                    |
| 7                    | 14 tháng 5           | 0                    | 0                    | 0                    | 0                    |
| 8                    | 15 tháng 5           | 0                    | 1                    | 0                    | 1                    |
| 9                    | 16 tháng 5           | 0                    | 0                    | 0                    | 0                    |
| 10                   | 17 tháng 5           | 0                    | 1                    | 0                    | 1                    |
| 11                   | 18 tháng 5           | 0                    | 0                    | 0                    | 0                    |
| 12                   | 19 tháng 5           | 0                    | 0                    | 1                    | 1                    |
| 13                   | 20 tháng 5           | 0                    | 0                    | 1                    | 1                    |
| 14                   | 21 tháng 5           | 0                    | 0                    | 0                    | 0                    |
| 15                   | 22 tháng 5           | 0                    | 1                    | 0                    | 1                    |
| Tổng cộng            | Tổng cộng            | 0                    | 3                    | 2                    | 5                    |

### Danh sách huy chương
| Huy chương | Tên                                 | Môn thể thao | Nội dung           | Ngày       |
| ---------- | ----------------------------------- | ------------ | ------------------ | ---------- |
| Bạc        | Felisberto de Deus                  | Điền kinh    | 5000m Nam          | 15 tháng 5 |
| Bạc        | Felisberto de Deus                  | Điền kinh    | 10000m Nam         | 17 tháng 5 |
| Bạc        | Delio Anzaqeci Mouzinho             | Quyền Anh    | Middleweight 75 kg | 22 tháng 5 |
| Đồng       | Jose Quintas Da Silva Barreto       | Quyền Anh    | Bantamweight 57 kg | 20 tháng 5 |
| Đồng       | Santina Adelaide de Dousa Fernandez | Taekwondo    | Flyweight 49 kg    | 19 tháng 5 |